# Monde plaisant
Pour les articles homonymes, voir Monde.
Le Monde plaisant est un journal français hebdomadaire, comique et satirique.
Ce périodique est fondé à Paris le 13 juillet 1878 par Gustave Frison qui l'illustre avec Edmond Lavrate. Il coûte 25 centimes pour un cahier de 8 pages dont une double centrale en couleurs au format 33 × 25 cm. Il fait suite au Monde amusant. 
Il était dirigé par Jacques Jalmey. Les contributeurs furent De Laubray, Demare, Forain, Giraud, Le Petit, Oleat, Valentin. 
Le journal cesse de paraître le 12 septembre 1885.